# ブランコ・シカティック
ブランコ・シカティック（セルビア・クロアチア語: Branko Cikatić, 1955年10月4日 - 2020年3月22日）は、クロアチアの元男性キックボクサー。スプリト出身。K-1 GRAND PRIX '93王者。
初代K-1 GRAND PRIX王者であり、「石の拳」と称された。右ストレート、右スイングフック、カウンター気味のショートの左フックを得意とし高いKO率を誇った。元軍人で、クロアチア紛争にも参加したという異色の経験を持つ。

## 来歴
ユーゴスラビア社会主義連邦共和国クロアチア社会主義共和国スプリトに生まれる。12歳からテコンドー、16歳から松濤館流空手を始め、18歳でキックボクシングに転向した。
1993年4月30日、K-1 GRAND PRIX '93に出場。既に37歳であったが、1回戦でチャンプア・ゲッソンリット、準決勝で佐竹雅昭、決勝ではアーネスト・ホーストをそれぞれKOで破り、初代K-1 GRAND PRIX王者となった。
1994年12月10日、K-1 LEGEND 乱で自身の引退試合（引退の理由は衰えなどではなく、当時のクロアチア独立戦争に参加するため）を行い、アーネスト・ホーストと1年8か月ぶりに再戦。KO勝ちで返り討ちにし、引退を飾った。また、シカティック本人が、自身のベストバウトとして、この試合を挙げている。引退後は予定通り、クロアチアの特殊コマンド部隊教官として、スポーツ選手で構成された部隊を率いて、戦場に出た。
1997年3月16日、K-1 KINGS '97で現役復帰し、ムサシ（武蔵）にKO勝ち。同年7月20日、K-1 DREAM '97でサム・グレコに生涯初のKO負け。この試合でシカティックは立ったまま失神。「チャクリキに痛いという感情はない」という自身の言葉を実証した形になった。
1997年9月7日、K-1 GRAND PRIX '97の1回戦でマイク・ベルナルドと対戦する。1ラウンド開始直後にお互いに打ち合いに行った際、ベルナルドとシカティックの額が当たり、そのままベルナルドの連打を浴びて倒れる。シカティックの額の傷の深さからドクターが試合を止めTKO負けとなった。
1997年10月11日、総合格闘技PRIDEに参戦。PRIDE.1でラルフ・ホワイトと対戦。グラウンド状態のホワイトにシカティックのキックが当たり、ノーコンテストとなった。
1998年3月15日、PRIDE.2でマーク・ケアーと対戦。ケアーのタックルに倒されないようにロープ掴みを連発し、失格負け。ホイス・グレイシーの欠場による緊急参戦であった。
1999年9月12日、PRIDE.7でモーリス・スミスと対戦。1R前腕チョーク（PRIDEの公式記録はギロチンチョーク）で一本負け。
2005年7月18日、WORLD OYAZI BATTLE -SAMURAI RETURN!-で金山裕文と18オンスのグローブを使用して対戦し、1-0の判定ドローとなった。
その後は母国クロアチアで警備会社「タイガー・シカティック」の代表取締役として、クロアチアの要人（大統領や大臣）の警護などを業務とする会社を経営していた。また、日本クロアチア協会の常任理事も務めていた。
2017年4月21日、来日、東京新宿でのドージョーチャクリキ主催のパーティーに参加。
2018年に肺塞栓症と敗血症のため入院。パーキンソン病も発症した。2020年3月22日にソリンの自宅で死去。65歳没。

## 戦績

### キックボクシング
- 戦績 169戦 150勝 15敗 3分 138KO 1NC
- K-1： 11戦 6勝 5敗 6KO

| 勝敗 | 対戦相手                   | 試合結果                                | 大会名                                         | 開催年月日     |
| △    | 金山裕文                   | 2R終了 判定1-0                          | WORLD OYAZI BATTLE -SAMURAI RETURN!-           | 2005年7月18日  |
| ○    | ベンケイ佐藤               | 1R KO                                   | The Kakidamishi 1                              | 1999年7月11日  |
| －   | ラルフ・ホワイト           | 1R 1:52 ノーコンテスト（反則）          | PRIDE.1                                        | 1997年10月11日 |
| ×    | マイク・ベルナルド         | 1R 0:38 TKO（ドクターストップ：額負傷） | K-1 GRAND PRIX '97 開幕戦 【GRAND PRIX 1回戦】 | 1997年9月7日   |
| ×    | サム・グレコ               | 1R 2:58 TKO（3ノックダウン：右フック）  | K-1 DREAM '97                                  | 1997年7月20日  |
| ○    | ムサシ（武蔵）             | 4R 1:38 KO（右ストレート→タオル投入）   | K-1 KINGS '97                                  | 1997年3月16日  |
| ○    | アーネスト・ホースト       | 2R 1:18 KO（右ストレート）              | K-1 LEGEND 乱                                  | 1994年12月10日 |
| ×    | スタン・ザ・マン           | 5R終了 判定0-3                          | K-1 REVENGE                                    | 1994年9月18日  |
| ×    | 佐竹雅昭                   | 3R終了 判定0-2                          | K-1 GRAND PRIX '94 【GRAND PRIX 準決勝】       | 1994年4月30日  |
| ○    | アンドレ・マナート         | 2R 0:16 KO（右フック）                  | K-1 GRAND PRIX '94 【GRAND PRIX 1回戦】        | 1994年4月30日  |
| ×    | アンディ・フグ             | 5R終了 判定0-3                          | K-1 CHALLENGE                                  | 1994年3月4日   |
| ○    | アーネスト・ホースト       | 1R 2:49 KO（右ストレート）              | K-1 GRAND PRIX '93 【GRAND PRIX 決勝】         | 1993年4月30日  |
| ○    | 佐竹雅昭                   | 3R 0:45 KO（左フック）                  | K-1 GRAND PRIX '93 【GRAND PRIX 準決勝】       | 1993年4月30日  |
| ○    | チャンプア・ゲッソンリット | 1R 2:35 KO（右ストレート）              | K-1 GRAND PRIX '93 【GRAND PRIX 1回戦】        | 1993年4月30日  |
| ×    | スタン・ザ・マン           | 12R終了 判定0-3                         |                                                | 1992年6月      |
| △    | デニス・アレクシオ         | 3R 1:25（テクニカルドロー）             | World Martial Arts Challenge                   | 1992年3月16日  |
| ○    | Jean Atonga                | 5R終了 判定3-0                          | Muay Thai: World Title Fight                   | 1991年10月19日 |
| ○    | アンドレ・マナート         | 12R終了 判定3-0                         |                                                | 1991年3月      |
| △    | Samir Usenagić             | 5R終了 判定                             | Kickboxing Prestige Fight                      | 1990年10月     |
| ○    | カール・トンプソン         | 5R終了 判定3-0                          | Muay Thai: World Title Fight                   | 1989年12月16日 |
| ×    | アーネスト・ホースト       | 4R 1:25 失格                            | Muay Thai: World Title Fight                   | 1989年10月8日  |
| ×    | ドン・ウィルソン           | 7R TKO                                  | KICK Association                               | 1987年12月12日 |
| ○    | カール・トンプソン         | 3R KO                                   | Muay Thai: World Title Fight                   | 1987年4月26日  |
| ×    | Vjekoslav Šafranić         | 7R終了 判定                             | Kickboxing Prestige Fight                      | 1983年         |
| ○    | Jean Marc Tonus            | 6R終了 判定3-0                          |                                                | 1982年3月20日  |
| ○    | レイ・マッカラム           | 失格                                    |                                                | 1981年11月     |

### 総合格闘技
| 総合格闘技 戦績 | 総合格闘技 戦績 | 総合格闘技 戦績 | 総合格闘技 戦績 | 総合格闘技 戦績 | 総合格闘技 戦績 | 総合格闘技 戦績 |
| --------------- | --------------- | --------------- | --------------- | --------------- | --------------- | --------------- |
| 2 試合          | (T)KO           | 一本            | 判定            | その他          | 引き分け        | 無効試合        |
| 0 勝            | 0               | 0               | 0               | 0               | 0               | 0               |
| 2 敗            | 0               | 1               | 0               | 1               | 0               | 0               |

| 勝敗 | 対戦相手         | 試合結果                   | 大会名  | 開催年月日    |
| ×    | モーリス・スミス | 1R 7:33 前腕チョーク       | PRIDE.7 | 1999年9月12日 |
| ×    | マーク・ケアー   | 1R 2:14 失格（ロープ掴み） | PRIDE.2 | 1998年3月15日 |

## 獲得タイトル
- アマチュア
  - 第3回WAKO欧州選手権大会フルコンタクト部門男子79kg未満級 優勝（1978年）[5]
  - 第4回WAKO欧州選手権大会キックボクシング部門男子79kg未満級 優勝（1980年）[6]
  - 第5回WAKO欧州選手権大会フルコンタクト部門男子79kg未満級 優勝（1981年）[7]
  - 第2回WAKO世界選手権大会フルコンタクト部門男子74kg未満級 3位（1979年）[8]
- プロ
  - IKBF世界ヘビー級王座
  - WKA世界王座
  - K-1 GRAND PRIX '93 優勝